# (4320) Jarosewich
(4320) Jarosewich ist ein Hauptgürtelasteroid, der am 1. März 1981 im Rahmen des U.K. Schmidt-Caltech Asteroid Surveys von Schelte John Bus vom Siding-Spring-Observatorium aus entdeckt wurde.
Der Asteroid wurde nach dem Chemiker Eugene Jarosewich (* 1926) benannt.